# バトルクロード
『バトルクロード』（BATTLE K-ROAD）は1994年に彩京によってリリースされたアーケードゲームで、ジャンルは対戦型格闘ゲームである。

## ストーリー
ある財界者によって創設された究極の異種格闘技トーナメント"K-ROAD"。
そこでは人間が素手で行えるすべての技が許可され、優勝者には莫大な名誉と賞金が贈られる。
2年に一度行われるこの大会に今回も世界中から最強を自称する猛者が名乗りを上げる。

## 概要
発売当時人気絶頂だったK-1をモチーフにした格闘ゲーム。
リアルさを追求しておりダウン制や打たれ強さなどを採用している。
また、2周目が存在しており、その場合はCPUの難易度が跳ね上がる。

## 登場キャラクター
アンソニー・ホーク
スイス出身の空手家。幼いころから始めた空手で欧州空手トーナメントを制覇した後、全日本空手道選手権で優勝した。
モデルはアンディ・フグ(故人)。技がバランス良くまとまっているが、頭部の攻撃に弱い。
大山正道（おおやま まさみち）
全日本空手道選手権の4連覇を成し遂げた実力とスター性を兼ね備えた空手界の暴れん坊。格闘技に興味を示し、異種格闘技戦に初挑戦する。
モデルは当時正道会館所属だった佐竹雅昭。
性能はアンソニー・ホークと大差はない。
サイボーグ D-9F型
T-8P型を改良し、対人格闘戦を目的に開発されたサイボーグ。あらゆる格闘技がインプットされている。
モデルはディック・フライ。
総合格闘技を使い、技の構成も空手家に似ているが、頭部への攻撃に非常に弱いという欠点がある。
サイボーグ T-8P型
NATOが極秘に開発したサイボーグ。銃火器の扱いに長けている。
モデルはターミネーターの主人公T-800を演じていたアーノルド・シュワルツェネッガー。「T-8P」は「T-800」の当て字。
性能はD-9F型と大差はない。
谷町光司（たにまち みつじ）
学生相撲の選手権で優勝を重ねている力士。レスリング・柔道・空手などの格闘技もこなし、総合格闘としての相撲を目指している。
モデルはタレントの貴乃花光司。名前も貴乃花の本名を元になっているが、名前の読みが異なる。
非常に打たれ強く、気絶し難く気絶からの復帰も早いキャラクターだが、唯一脚部への攻撃に弱い。
播磨王（はりまおう）
国民的人気を誇る横綱。相撲界に敵なしと考え、強者を求めてK-ROADに参戦する。
モデルは千代の富士（故人）。日系ブラジル人3世という設定になっている。
性能は大鉄砲が播磨突きになっていること以外は谷町光司と大差はない。
リック・シンプソン
アマチュアボクシング界のホープ。アマチュア時代にオリンピックで金メダルを獲得するほどの腕前を持ち、プロ転向後も自分の強さをアピールするために闘う。
モデルはトミー・モリソン（故人）。
ボクサーらしく頭部と腹部への攻撃に強く気絶の復帰も早いが、脚部への攻撃に弱い。
ジェフ・ハワード
元ヘビー級統一世界チャンピオンにしてクリスチャン。20年前に突如「神への啓示を授かった」と宣言し、表舞台から姿を消すが、再び突如姿を表す。
モデルはジョージ・フォアマン（故人）。
性能はライジングアッパーがスパイラルパンチになっていること以外はリック・シンプソンと大差はない。
前川真作（まえかわ しんさく）
キックボクシング界の「神童」。無敗を誇っていたが、ジョン・アンダーソンに敗北したことにより、ジョンをライバル視し、修行を積んでリベンジに臨む。
モデルは前田憲作。
強力な技を使い、ダメージへの耐性が平均的であることが特徴的。
ジョン・アンダーソン
行方不明になった父親を捜しつつ自らも格闘技で技を磨く少年。オールマイティな技のセンスを持っているが、今回真作の挑戦をうけてあえてムエタイスタイルで臨む。
性能はテッ・クゥル・カーンがジョンはテッ・クゥル・カウなっていること以外大差は無い。
ウルフ教官
旧ソ連空挺部隊の隊長。国内のサンボ選手権で何度も優勝しており、軍隊格闘術の名教官としてその名を馳せるが、ソ連崩壊後の軍部縮小により闘いの場を失う。
モデルはヴォルク・ハン。
コマンドサンボを使い、関節技を得意とするが腹部と脚部の攻撃に弱い。
ダン隊員
空挺部隊7番目の隊員にしてウルフ教官の部下。彼直伝のコマンドサンボの使い手。素性が全て謎に包まれており、分かっていることは同性愛を思わせる発言があることと、日本に美しい恋人がいるらしい。
モデルはモロボシ・ダン及びウルトラセブン。
性能はパイルドライバーがトリプルコンボになっていること以外大差は無い。
ティサ・ウィリング
藤原流柔術を使うルーマニア出身の少女。幼い頃に日本武道に興味を持ち、藤原流柔術に入門し、わずか2年で道場の代表選手に選ばれる。
全体的に打たれ弱いため、素早さで翻弄していくキャラクター。技の中に何故か電気アンマが存在する。
藤原ゆうき（ふじわら ゆうき）
藤原流柔術道場の一人娘にしてティサの先輩。勝つためならばどんな手段でも使う。
性能はティサスペシャルがゆうきスペシャル（ティサスペシャルに所謂カンチョーのモーションが追加されたもの）になっていること以外はティサ・ウィリングと大差はない。
クマちゃん
本作の最終ボス。名前通り動物のクマを姿をしており、二足歩行で戦う。ジョンのエンディングでは正体が彼の行方不明の父親が着ぐるみを着た姿であったことが明かされる。
クマ様
2周目の最終ボス。体色が赤くなっている。